# Thomson (marque)
Ne doit pas être confondu avec Thomson (entreprise) ou Thomson-CSF.
Pour les articles homonymes, voir Thomson.
Thomson est une marque commerciale qui appartient à la société américaine Talisman Brands, Inc.,, utilisée sous licence par de nombreuses entreprises pour commercialiser des produits électroniques et électroménagers.
La marque Thomson est liée à l'histoire de l'entreprise française qui porte ce nom. Au début du XXe siècle, la Compagnie française pour l'exploitation des procédés Thomson-Houston fabrique des tramways, des postes de radio ou des tourne-disques. Par la suite, l'entreprise, devenue Thomson-Brandt puis Thomson, produit sous la marque Thomson de l'électroménager, des téléviseurs, des ordinateurs (Thomson Micro-Informatique). Mais l'entreprise française se sépare de ses activités d'électronique grand public progressivement entre 2005 et 2007. Jusqu'en 2022, elle reste cependant propriétaire de la marque, qu'elle met à disposition de fabricants souhaitant l'utiliser sous licence, en échange d'un pourcentage sur les ventes.

## Historique

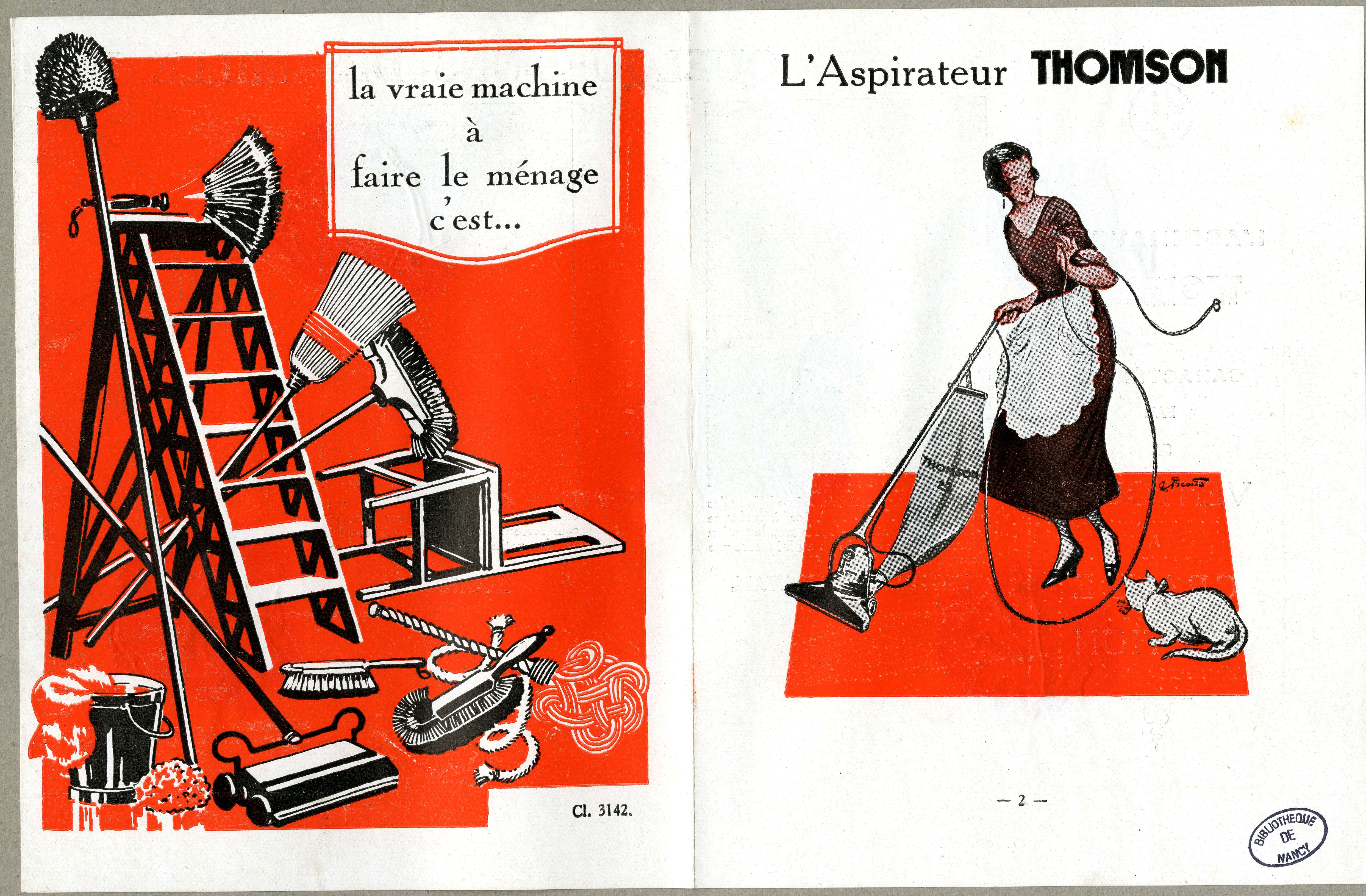
Publicité de la première moitié du XXe siècle pour l'aspirateur Thomson, conservée à la Bibliothèque municipale de Nancy.

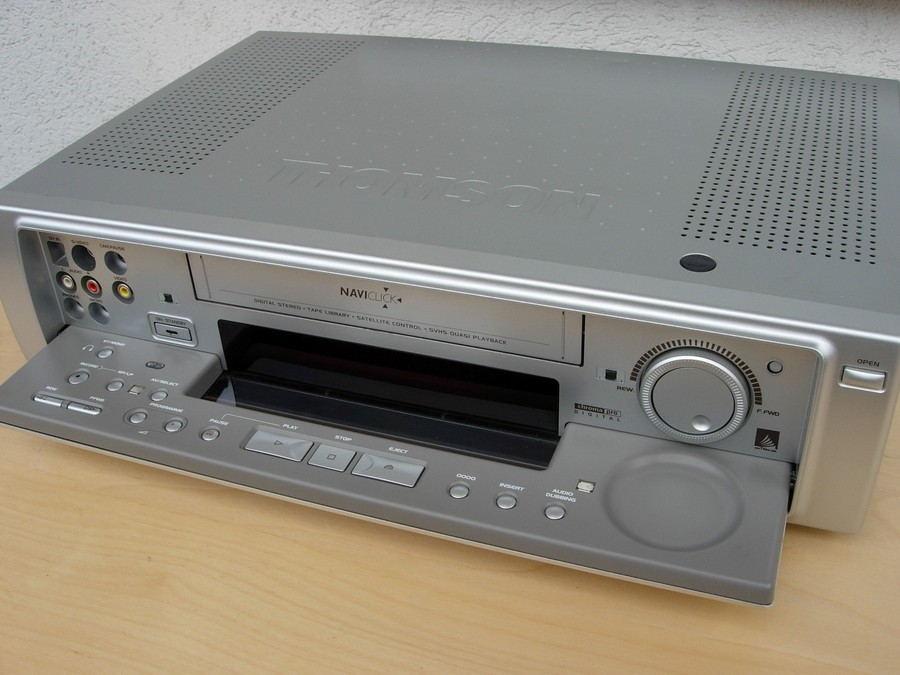
Enregistreur vidéo Thomson (DVH-8090 SVHS).

La marque Thomson est utilisée dès le début du XXe siècle par la Compagnie française Thomson-Houston (CFTH) pour commercialiser de l'électronique grand public (postes de radio, tourne-disques) et d’électroménager (réfrigérateurs), puis par Thomson-Brandt après la fusion entre la CFTH et Hotchkiss-Brandt en 1966.
Elle fut ensuite utilisée entre 1968 et 1982 par Thomson-Brandt pour l'électroménager et l'électronique grand public et Thomson-CSF (aujourd'hui Thales) pour la téléphonie et pour l'électronique professionnelle et de défense. En 1982 a lieu la nationalisation de ces deux entreprises par le gouvernement Pierre Mauroy. Elles sont regroupées au sein de Thomson SA (société anonyme) mais restent deux branches séparées qui gardent leur nom.
En 1983 est créée au sein du groupe la Société internationale de micro-informatique et de vidéo (SIMIV), autrement appelée Thomson micro-informatique, qui a fabriqué des micro-ordinateurs familiaux commercialisés sous la marque Thomson. Bénéficiant du plan informatique pour tous, ces ordinateurs ont été largement implantés dans les écoles françaises. L'entreprise a déposé le bilan en 1989.
Les produits Thomson d'électronique grand public (hors électroménager) sont regroupés dans une filiale de Thomson, nommée Thomson Consumer Electronics, puis Thomson Multimédia en 1995.
La branche électroménager du groupe Thomson est revendue en 1992 à El.Fi SA, filiale du groupe italien Elettro Finanziaria S.p.A. Les produits électroménagers vendus sous la marque Thomson sont alors commercialisés par une filiale nommée Brandt SA. En 2001, cette filiale est reprise par le groupe électroménager israélien Elco. Le groupe Brandt SA devient Elco-Brandt SA. En 2005, Elco-Brandt est racheté par le groupe espagnol Fagor. Dénommée FagorBrandt, l'entreprise devient sa filiale française.
Possédant déjà la marque Fagor, le groupe décide alors d'abandonner la commercialisation de la marque Thomson pour les produits électroménagers en France et de faire de De Dietrich une marque internationale haut de gamme. Néanmoins, la marque Thomson est relancée uniquement sur Internet en 2010, via un accord de licence avec le groupe Technicolor. Mais le choix du groupe de vendre les produits électroménagers sur internet est rapidement abandonné et la marque une nouvelle fois mise en sommeil dans le gros-électroménager.
Le 6 novembre 2013, Fagor-Brandt, la filiale française du groupe Fagor qui emploie 1 800 salariés, annonce son dépôt de bilan. Le même jour, mais quelques heures plus tard, la direction espagnole annonce également le dépôt de bilan de l'ensemble du groupe Fagor. Quelques mois plus tard, un nouvel accord de licence est noué entre Technicolor et Darty, sur l'exploitation de la marque Thomson, remplaçant celui avec FagorBrandt.

### Image de la marque Thomson redynamisée par sondesign
En 1993, le styliste Philippe Starck est nommé directeur artistique au sein de la branche grand public de Thomson, et crée le TIM THOM, une équipe de design intégrée qu’il dirige jusqu’en 1997. Parmi les produits Thomson que cette équipe dessine figure le téléviseur Thomson Zéo (1994).
À la suite de la cession non réalisée en 1998 de Thomson Multimédia au coréen Daewoo, l’État français, propriétaire à 100 % du groupe, fait entrer dans le capital de la société quatre partenaires : Alcatel, DirectTV, Microsoft et NEC.
En 1999, Thomson Multimedia entre en Bourse et acquiert en 2001 une société américaine spécialisée dans les services à l’industrie des media et du divertissement audio-visuel : Technicolor.
En 2022, Technicolor cède son activité de licence de marque à un fonds d'investissement américain. La marque Thomson appartient désormais à la société Talisman Brands, Inc. d/b/a Established (nom commercial).

### Éloignement du grand public
Le groupe Thomson est sorti ensuite progressivement des activités de l’électronique grand public tout en restant propriétaire de la marque Thomson : en 2005, il a cédé ses activités téléviseurs au groupe chinois TCL, processus engagé dès 2004, et ses activités tubes cathodiques au groupe indien Videocon. Ses activités audio/vidéo et accessoires ont été cédées en 2007.
La marque Thomson n'est plus utilisée que sous licence par certaines entreprises qui commercialisent des produits électroniques et électroménagers. Elle est liée à l'histoire de l'entreprise Thomson qui a porté son nom jusqu’en 2010, date à laquelle cette dernière a changé de dénomination sociale pour s’appeler Technicolor SA.

## Produits
Les produits sous la marque sont désormais fabriqués par des entreprises différentes qui exploitent la marque Thomson partout dans le monde. Technicolor SA, propriétaire de la marque Thomson effectue tout de même un contrôle qualité des différents produits vendus sous licence pour assurer aux utilisateurs finaux une qualité à hauteur de leurs attentes.
- Les téléviseurs pour l'Europe sont fabriqués par le groupe chinois TCL Corporation[14]

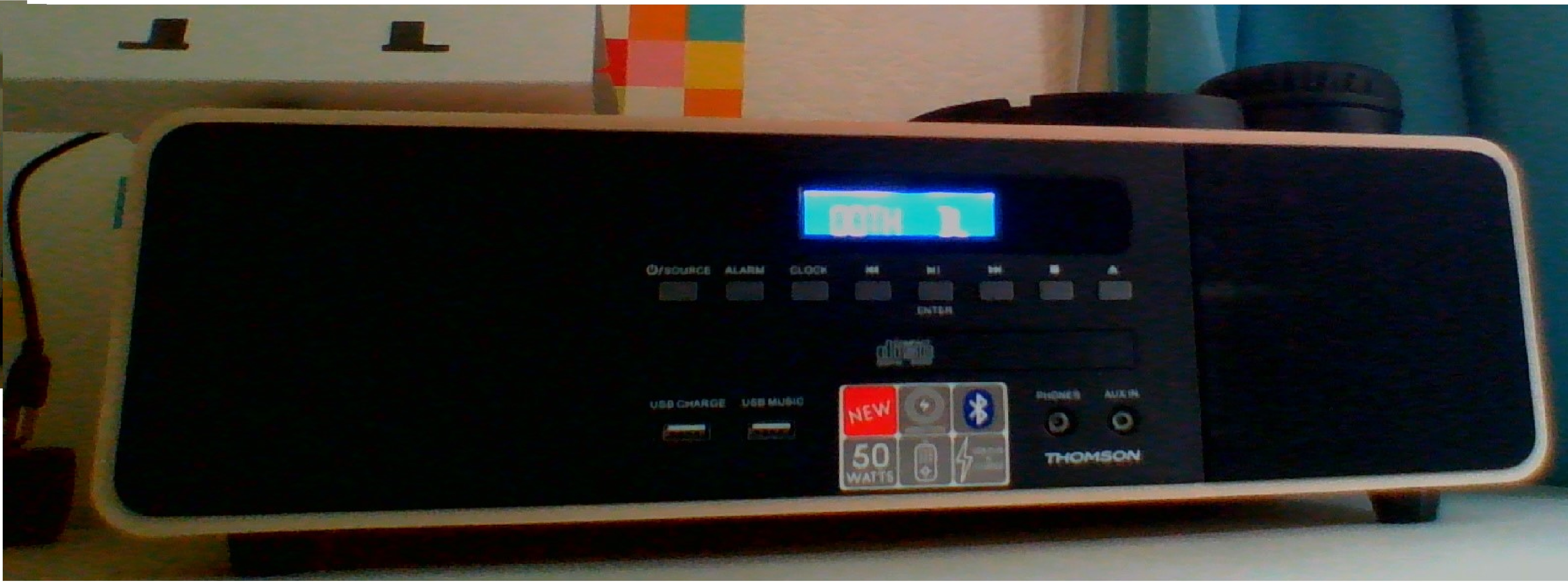
chaine hi-fi Thomson stéréo datant de 2022

- Les décodeurs et moniteurs pour l'Europe par STRONG
- La domotique pour l'Europe par Avidsen[15]
- Le petit électroménager, le traitement de l'air, le chauffage, les téléphones mobiles et la téléphonie fixe pour l'Europe par Schneider Consumer Group[16]
- Les équipements audio et vidéo pour l'Europe par Bigben Interactive[17]
- Certains produits électroménagers et d'électronique grand public pour certains pays d'Asie par IFI Hong Kong Ltd[18].
- Les produits informatiques (tablettes, ordinateurs, enceintes) pour l'Europe sont fabriqués par METAVISIO - Thomson Computing.